# José Roca y Ponsa
José Roca y Ponsa (Vich, 20 de marzo de 1852-Las Palmas de Gran Canaria, 15 de enero de 1938) fue un eclesiástico, escritor y polemista español.

## Biografía
Era hijo de Cayetano Roca Subirachs y Engracia Ponsa. En 1861, cuando tenía nueve años, empezó a estudiar la carrera eclesiástica en el Seminario de la Diócesis de Vich. En 1872 pasó al de Canarias, en el que durante veinte años desempeñó sucesivamente las cátedras de Latín, de Filosofía, de Lugares teológicos con lengua hebrea, de Teología dogmática, de Hermenéutica, de Oratoria Sagrada y de Sagrados Cánones, con más la Summa de Santo Tomás, siendo ordenado sacerdote el 29 de marzo de 1875.
En 22 de junio del año siguiente se le confirió el grado de Doctor en Sagrada Teología por el Seminario de Granada, con la calificación de Nemine discrepante, y el 11 de agosto de aquel mismo año fue elegido y tomó posesión de la Canonjía Lectoral de la Catedral de Canarias, habiendo hecho antes los actos literarios que prescriben los Sagrados Cánones, los cuales le fueron aprobados por unanimidad. El 8 de mayo de 1877 fue elegido por José María Urquinaona, obispo entonces de la Diócesis de Canarias, para que ofreciese sus respetos al romano pontífice Pío IX a la cabeza de los eclesiásticos de aquella diócesis y de la de Tenerife, que fueron en peregrinación a Roma.
En los días 1, 3 y 6 de octubre de aquel mismo año le fueron conferidos, respectivamente, en el Seminario de Canarias, los grados de Bachiller, Licenciado y Doctor en Derecho Canónico Nemine discrepante. El 21 de enero de 1885 fue nombrado por Alfonso XII fiscal de la Subdelegación Castrense de Canarias.
En 1878 publicó un libro para refutar los errores racionalistas diseminados en varios folletos que por aquel tiempo vieron la luz pública en la ciudad de Las Palmas. Desde el 1 de agosto de 1873 hasta el año de 1888 redactó sucesivamente los periódicos católicos El Triunfo, La Tregua, El Gólgota, El Faro Católico de Canarias y Revista de las Palmas, haciéndose notable por el denuedo con que defendió la causa de la Iglesia y del Pontificado.
El 1 de febrero de 1890 fue nombrado Rector del Seminario de Canarias. En 1892 pasó a Sevilla con el cargo de Canónigo Penitenciario, y habiendo vacado la Canonjía Magistral de la Archidiócesis de Sevilla a los quince meses de llegar allá Roca y Ponsa, hizo oposiciones a la misma, la ganó y desde entonces desempeñó hasta su muerte el cargo de canónigo magistral de la Iglesia Metropolitana de Sevilla.
Al poco tiempo de residir en Sevilla no tuvo inconveniente en manifestar sus ideas tradicionalistas, ofreciéndose a los elementos carlistas de dicha capital. Escribió artículos en El Correo Español y varios folletos que se hicieron populares.
En 1899 publicó unas «Observaciones» contra los consejos del cardenal Sancha, que pedía el reconocimiento por parte de los católicos del régimen de la Restauración. Tras la publicación de esta obra, el arzobispo de Sevilla Marcelo Spínola y José Roca y Ponsa serían desautorizados por la Santa Sede.
Participó asimismo en la fundación del semanario tradicionalista El Radical, en el Certamen del día de Santiago del año 1910, y animó a la Juventud jaimista sevillana, de la que fue nombrado director espiritual. También dirigió La Unidad Católica, de Sevilla.

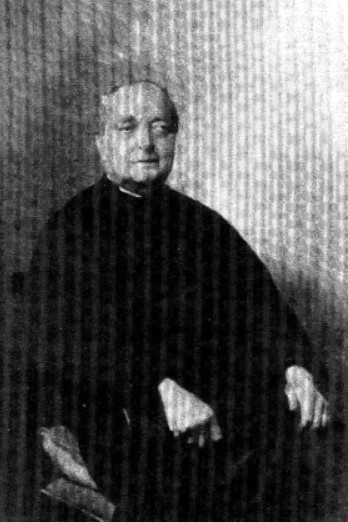
José Roca y Ponsa, magistral de Sevilla

En la Crónica de la segunda Asamblea nacional de la Buena Prensa, celebrada en Zaragoza en 1908, se lee en las páginas 68 y 69 lo siguiente: 

«Don José Roca y Ponsa. — Así se llama el canónigo magistral de Sevilla, hombre de macizo entendimiento, de ilustración vastísima y profunda, de hondo pensar y galano decir, un eclesiástico, que por su estructura mental y por su celo en la defensa de los grandes ideales cristianos se da la mano con Manterola y Martínez Izquierdo, con Mateos Gago y Sardá y Salvany, con todos esos ilustres sacerdotes que en la Iglesia española contemporánea brillan como astros de primera magnitud, difundiendo la luz de las buenas doctrinas sobre las tinieblas de una época de escepticismo y dudas pavorosas. — Gusta de recias lides y las decisivas batallas, a las que aporta todo el fuego de su corazón y toda la poderosa energía de su inteligencia, formada al calor de los grandes maestros de la escolástica cristiana, con quienes ha convivido y convive en larga e íntima familiaridad. Es un gigante al que no sabrían rendir ni vencer los más fieros golpes de los enemigos, y que aun lleno de heridas se levantaría de nuevo abrazando su escudo y corriendo a probar una vez más sus armas con los que le hubieran derribado por tierra. — Ese es el hombre, y por el hombre puede formarse idea del orador. Vibrante, enérgico, fogoso, sus palabras tienen sonoridades de clarín de guerra, y su voz estampidos como de ametralladora o de cañón. Al hablar, su alma entera asoma a sus labios y se derrama sobre el auditorio, comunicándole sus estremecimientos y poderosas palpitaciones. Es de los que entusiasman y convencen.»

Al igual que hiciera León XIII, el papa San Pío X censuró algunos de sus escritos, en concreto las obras ¿Se puede, en conciencia, pertenecer al partido liberal-conservador? (1912), ¿Cuál es el mal mayor y cuál el mal menor? (1912) y otras semejantes, mediante declaración de la Sagrada Congregación de Asuntos Eclesiásticos Extraordinarios.
El doctor Roca y Ponsa asistió a las asambleas tradicionalistas convocadas por Don Jaime de Borbón, destacándose especialmente en la llamada Junta Magna de Biarritz de 1919, donde pronunció un discurso muy celebrado por sus correligionarios. Durante la Segunda República fue miembro del Consejo de Cultura de la Comunión Tradicionalista presidido por Víctor Pradera.
Al jubilarse, ingresó en la Congregación de Sacerdotes de San Felipe Neri, de la que llegó a ser Prefecto. Tras enfermar, regresó a Las Palmas, donde falleció en enero de 1938.

## Obras
- Las tres coronas de Pío el Grande: oración fúnebre de Pío IX que en las solemnes exequias celebradas en la Santa Iglesia Catedral de las Palmas de Gran Canaria pronunció el día 28 de febrero de 1878 el Sr. Dr. D. José Roca y Ponsa, canónigo lectoral y profesor del Seminario conciliar (Las Palmas, 1878)
- La Sagrada Biblia y los humanos conocimientos: discurso leído en la solemne apertura del curso académico de 1896 á 97 en el Seminario Conciliar de Sevilla (Sevilla, 1896)
- El Congreso de Burgos y el Liberalismo (1899)
- Observaciones que el cap. XIII del opúsculo del Sr. Cardenal Sancha, Arzobispo de Toledo, ha inspirado á un ciudadano español (1899), bajo el seudónimo de «un ciudadano español»
- Oración fúnebre del... Sr. Cardenal Don Marcelino Spinola y Maestre, Arzobispo de Sevilla (1906)
- ¿Cómo debe combatirse al Liberalismo en España? (1909)
- Las normas dadas en Roma á los integristas, y su explicación (1910)
- El Rey soberano y la nación en Cortes. Ideas de Balmes (1911)
- ¿Cuál es el mal mayor y cuál el mal menor? (1912)
- ¿Se puede, en conciencia, pertenecer al partido liberal-conservador? (1912)
- El hombre. Su origen, naturaleza, vida terrenal y su destino (Las Palmas, 1935)